# 火天

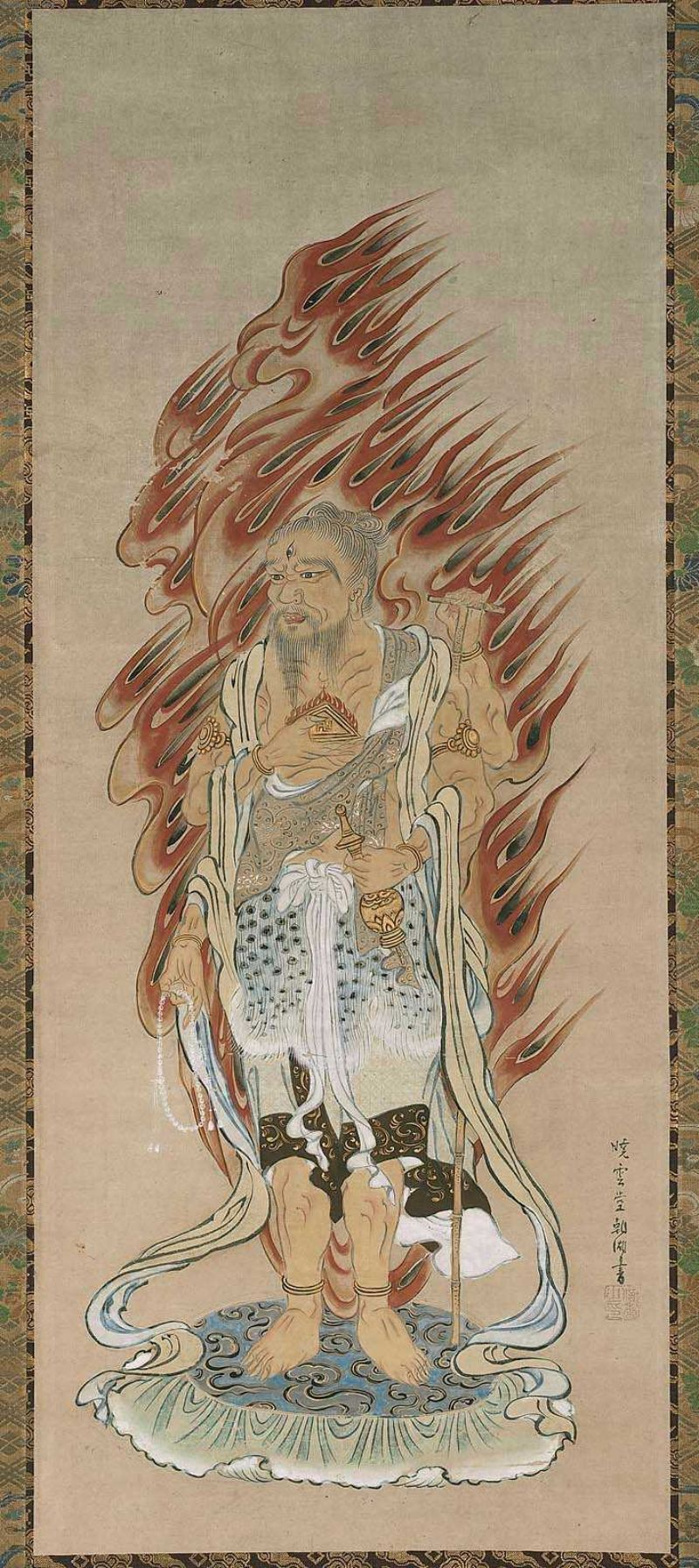
火天（江戸時代英一蝶畫）

火天（Agni），佛教傳說中的天界護法，為東南方的守護神，為八天之一。也是十二天之一，在密教中有重要地位。原型是印度教阿耆尼。

## 真言
《大日經》卷二載，火天真言為「南麼三曼多勃馱喃，阿揭娜曳，莎訶」。